# 岡田ロビン翔子
岡田 ロビン 翔子（おかだ ロビン しょうこ、1993年3月15日 - ）は、日本のタレント、歌手、ラジオパーソナリティであり、女性アイドルグループ『チャオ ベッラ チンクエッティ（旧・THE ポッシボー）』の全活動期（2004年 - 2018年）のメンバー、および元リーダー。結婚前の本名・旧芸名はストューカス ロビン 翔子（ストューカス ロビン しょうこ / Robin Shoko Stukas）。公式ニックネームはロビン。チャオ ベッラ チンクエッティ時代のメンバーカラーは       ピンク。
出生地はアメリカ合衆国マサチューセッツ州ボストン。アップフロントクリエイトに所属していた。夫は声優の山寺宏一。

## 略歴
1993年
- ボストンで出生[3]。
- 1歳から7歳までロサンゼルスで過ごす[3]。

2000年
- 来日[3]。

2004年
- ハロプロ エッグ オーディション2004合格。

2005年
- 1月、Hello!Projectコンサートツアー東京公演（中野・横浜）にバックダンサーとして参加。
- 12月、愛華みれ主演ミュージカル「34丁目の奇跡」に、スーザン役（ハロプロエッグの橋本愛奈とのダブルキャスト）で出演。

2006年
- 4月19日から6月18日まで行われたNissen On-line 飛行船プロジェクト2006のWebサイトに於いて、福田花音、北原沙弥香、橋田三令と共に歌ったキャンペーンソング「空がある」が公開された。
- 7月4日、公式ブログ「Robin's BLOG」がスタートした。
- 8月31日 - 9月10日、下北沢「劇」小劇場に於いて行われた「大人の麦茶・第十杯目公演 コトブキ珈琲」に、ココナッツ娘。のアヤカと共に出演した。
- 10月1日、THE ポッシボーに加入した。これに伴い、「Robin's BLOG」は9月30日を以て終了した。
- 同月、芸名を「ストューカス ロビン 翔子」から「岡田ロビン翔子」と改名した。これは、つんく♂からの「名前が長いから、今日から岡田な」の一言で改名が決定したもので、10月28日以降「岡田ロビン翔子」で活動を行っている。ちなみに岡田とは、つんく♂の親戚の名字であり、ストューカス家とは何の関係もない。

2011年
- 6月18日、個人ブログを開始した[7]。

2012年
- 4月8日、Twitterを開始[8]。

2013年
- THE ポッシボーのリーダーに就任[9]。

2014年
- 9月30日よりラジオ日本で「60TRY部」火曜日のMC（隔週出演）に決定した[10]。

2015年
- 4月よりbayfm78で「The BAY☆LINE 」水曜日のDJに岡田ロビン翔子が決定した[11]。
- 12月よりテレビ東京で「一夜づけ」にレギュラー出演することが決定した[12]。
- 6月1日、WEARを開始した[13]。
- 11月11日、Instagramを開始した[14]。

2016年
- 2月27日、〜チャオ ベッラ チンクエッティ LIVEツアー2016 〜続!!!! THE STORY IS NEVER-ENDING〜 柏PALOOZA 公演中MCで自身初のソロ曲が3月19日＠大阪クアトロで初披露されることが発表された[15]。
- 3月19日、〜チャオ ベッラ チンクエッティ LIVEツアー2016 〜続!!!! THE STORY IS NEVER-ENDING〜 大阪UMEDA CLUB QUATTRO でソロ曲「Pi-Kan Sweet Emotion!」を初披露した[16]。

2018年
- 6月17日、前任の中村愛が出産のため番組を離れることになり、それに伴いbayfm『TERUMI de SUNDAY!』の2代目アシスタントに就任した[17][18]（24日からの予定であったが、中村の体調不良を受けて1週繰り上がった）。
- 8月2日、チャオ ベッラ チンクエッティが解散し、ソロ活動に移行。

2020年
- 8月18日、ZIP!ファミリーに加入[19]。

2021年
- 6月14日、声優の山寺宏一と結婚したことを発表[4]。

2024年
- 10月31日をもってアップフロントクリエイトとの専属マネージメント契約を終了（発表は同年10月17日）[20]。

## 人物
- 父親がアメリカ人で、母親が日本人である[3]。3人兄弟の末っ子。前述の姉の他に兄がいる[7]。
- 好きな食べ物：ごはん、苺、バナナ、ピザ（マルゲリータ）、鯖の味噌煮、フルーツ、和食、チョコレート、あまいもの、カウンターで食べる焼き鳥、お蕎麦、レンコン
- 好きな飲み物：チャイ、珈琲
- 嫌いな食べ物：脂っこい物
- 特技：マッサージ、ケータイの早打ち、早風呂、英語（自己紹介の発音だけ）
- 趣味：ブログ、無駄な長電話、喫茶店巡り
- 動物にたとえると：リス
- アメリカ出身だが、英語が喋れない[3]。
- 好きなアーティストは阿部真央
- 第34回富里スイカロードレース大会10km一般女子の部門に出場。完走タイムは57分34秒[21]。

## 作品

### 映像作品
- ビキニとっちゃいましたbyロビン（2010年03月20日、ラインコミュニケーションズ） - ISBN 9784862322500。
- THE ポッシボー 5周年記念DVD「五年熟成」「ビキニとれちゃいました」（2011年6月15日、TNX）

## 出演

### テレビ出演
レギュラー番組（現在）
- ZIP!（2020年8月18日 - 、日本テレビ）
  - 特集班のリポーターとして出演

レギュラー番組（過去）
- 眠れぬ街のアプリンス（2011年5月26日 - 2011年9月29日 、日本テレビ）
- 一夜づけ（2015年12月21日 - 2016年3月25日、テレビ東京）
- もっとセレクション台東・すみだ（2017年4月3日 - 2018年7月、J:COMチャンネル東京〈すみだ・台東エリア〉）毎週月曜〜日曜放送

単発出演
- 数学♥女子学園（2012年1月11日、日本テレビ）第1話に出演
- さんタク（2017年4月10日、フジテレビ）ヤングタウン収録木村拓哉1日さんま付き人ロケ
- 悩める前職：アイドルちゃん〜アイドルやめて何するの？〜（2018年12月27日、テレビ朝日）

アニメ
- 極上!!めちゃモテ委員長（ロビン）

### ラジオ出演
レギュラー番組（過去）
- ポッシきゃな?（CBCラジオハイパーナイト火曜1部 23:30 - 24:00）
  - 2009年12月29日でMCの相方、丹羽未来帆（みっきー）がパーソナリティを卒業。ロビンの相方が大浦育子（いくっち）にバトンタッチ。
- 夜はまだまだっ!!全力ラジオ!!（2013年4月3日 - 2014年6月25日、FM-FUJI）
- TERUMI de SUNDAY!（2018年6月17日 - 10月28日、bayfm）
- The BAY☆LINE（2015年4月1日 - 2022年3月29日、bayfm）[注 1]
- 岡田ロビン翔子のお散歩さんむ（2020年12月5日 - 2021年1月30日、bayfm・NACK5 / 2022年1月1日 - 2月26日、bayfm）[22]
- 60TRY部（2014年9月30日 - 2024年9月25日、ラジオ日本）
- MUSIC BAR MIRAI 亭（2023年4月2日 - 2024年9月29日、tbcラジオ・RKBラジオ / 2023年10月2日 - 2024年9月30日、ラジオNIKKEI第1）

### 舞台
- 34丁目の奇跡〜Here's Love〜（2005年11月 - 12月） - スーザン役
- 大人の麦茶第十杯目公演「コトブキ珈琲」（2006年8月31日-9月10日）下北沢「劇」小劇場
- つんく♂タウンTHEATER 第二弾 脱煙応援プロジェクト「手を挙げろ！健康強盗だ」（2007年1月10日 - 14日、新宿村ライブ）
- つんく♂THEATER 第三弾『THE ポッシボー初主演公演』（2007年4月28日 - 30日、ESPミュージカルアカデミー本館B1ホール）
- つんく♂THEATER 第四弾『あぁ 女子合唱部〜栄光のかけら〜』（2007年9月22日 - 24日、全電通労働会館） - 田中富江 役
- つんく♂THEATER 第五弾『青春グラフィティ〜ねえ お姉さん〜 他』（2008年1月2日 - 14日、石丸電気SOFT2 7F） - 中島典子 役
- つんく♂THEATER 第七弾『ヒーローの事情』（2008年 1月10日 - 12日、全労済ホール スペース・ゼロ） - ホワイトメンバー＝ジョディ・ウイリアムス 役
- つんく♂THEATER 第八弾『スターはつらいよ』（2010年 1月9日 - 11日、シアターサンモール） - 西尾 理子 役
- 「トライフル〜reorder〜」（2010年1月27日 - 31日、全労済ホール スペース・ゼロ）
- つんく♂THEATER 第九弾〜めちゃモテ劇場〜「めちゃモテ委員長VSめちゃモテ反対委員会ですわっ！」（2011年1月6日 - 10日、六行会ホール） - MM学園 合唱部 ロビン 役
- アリー・エンターテイメントプロデュース

シコんでいこう！（2011年3月、池袋シアターグリーン BOX in BOX THEATER）
バラしていこう!?（2011年6月、シアターグリーン BIG TREE THEATER）

### 広告・CM
- TOSHIBAヘアードライヤー『uLos（ウルオス）』広告掲載（2012年1月）
- テレビCM - 西友「みなさまの味番付 アイドル篇」（2013年10月5日 - ）
- テレビCM - パチンコ ABC 後藤、秋山と共に出演（2014年）

### イベント

#### 生誕祭
- 2007年3月15日 横浜HMV VIVRE店
- 2008年3月15日 石丸電気横浜店 6Fホール
- 2009年3月15日 石丸電気soft2 7F
- 2010年3月14日 神奈川県横須賀市馬堀海岸かねよ食堂
- 2011年4月10日 目黒 ホテルプリンセスガーデン1
- 2012年3月17日 渋谷屋根裏
- 2013年3月16日 下北沢GARDEN
- 2014年3月21日 新宿MARZ
- 2015年3月13日 初台The DOORS
- 2016年3月15日 初台The DOORS
- 2017年3月16日 TSUTAYA O-Crest
- 2018年3月15日 初台The DOORS

#### ファッションショー
- 2014年5月7日 「原宿POPUNITED02 ♡ Anniversary Party♡」後藤と共に出演

#### 始球式
- 2012年3月26日 日本女子プロ野球リーグ2012開幕戦（京セラドーム大阪）

## 書籍

### 写真集
- ロビンの証拠（2010年3月26日、彩文館出版、撮影：ハービー山口）- ISBN 978-4775604694。